# Chills
"Chills" é um single do Far From Alaska, lançado após terem seu primeiro album modeHuman, é o primeiro trabalho da banda em vinil. O lançamento do single foi para para celebrar a primeira viagem em turnê pelos Estados Unidos. Foi lançado no dia 09 de Fevereiro de 2016.

## Faixas
Todas as letras escritas por Far From Alaska, todas as músicas compostas por Emmily Barreto, Cris Botarelli, Rafael Brasil, Eduardo Filgueira,  Lauro Kirsch.
| Lado A |          |         |  |
| N.º    | Título   | Duração |  |
| 1.     | "Chills" | 3:31    |  |

| Lado B |                 |         |  |
| N.º    | Título          | Duração |  |
| 2.     | "Dino vs. Dino" | 4:11    |  |

## Créditos
- Emmily Barreto - vocal
- Cris Botarelli - sintetizador
- Rafael Brasil - guitarra
- Edu Filgueira - baixo
- Lauro Kirsch - bateria

### Pessoal técnico
- Produzido, gravado e mixado por: Pedro Garcia no Estúdio Tambor (Rio de Janeiro)
- Masterizado por: Chris Hanzsek no Hanzsek Audio (Seattle - EUA)
- Artwork: Juarez Tanure